# Gastón Silva
Gastón Alexis Silva Perdomo (født 5. marts 1994 i Salto, Uruguay), er en uruguayansk fodboldspiller (forsvarer). Han spiller i Argentina for Independiente.

## Klubkarriere
På klubplan startede Silva sin karriere i Montevideo-klubben Defensor Sporting, som han repræsenterede både på ungdomsplan og i de første år som seniorspiller. Efter tre sæsoner i klubben rejste han til Italien, hvor han skrev kontrakt med Torino F.C. Efter at have haft problemer med at komme på holdet i Serie A-klubben tilbragte han et år på leje i Spanien hos Granada.
Efter egentligt at have skrevet kontrakt med mexicanske Pumas UNAM i sommeren 2017 forlod Silva klubben uden at have spillet en eneste kamp, for i stedet at repræsentere Independiente i Argentina. Her var han i sin første sæson med til at vinde den næststørste af de sydamerikanske klubturneringer, Copa Sudamericana.

## Landshold
Silva har (pr. juni 2018) spillet 17 kampe for Uruguays landshold, som han debuterede for 13. oktober 2014 i en venskabskamp mod Oman. Han har repræsenteret sit land ved flere udgaver af de sydamerikanske mesterskaber, Copa América og ved VM 2018.